# 伦加帕勒
伦加帕勒（Rangapara）是印度阿萨姆邦索尼特普縣的一个城镇。总人口18822（2001年）。

## 人口
该地2001年总人口18822人，其中男性10227人，女性8595人；0—6岁人口1921人，其中男984人，女937人；识字率76.30%，其中男性为81.40%，女性为70.23%。